# Masoumeh Ataei
Masoumeh Ataei (nascida no Irã) é uma das vítimas de violência com ácido do Irã, que a deixou cega e com cicatrizes no rosto e na mão direita para o resto da vida. Sua trajetória até a auto-aceitação e seu ativismo a fizeram ser apontada como uma das 100 Mulheres mais inspiradoras do mundo pela BBC em 2015.

## O ataque com ácido
Em 2010, Masoumeh Ataei morava em em Isfahan, terceira cidade do Irã, tinha 27 anos e um filho de 2 anos de idade. Seu casamento não estava bem e ela pediu o divórcio e as consequências foram devastadoras. Seu ex-sogro planejou e executou um ataque com ácido, que a deixou cega e com queimaduras graves no rosto e na mão direita.
Além disso, a lei iraniana indica que as crianças de casais divorciados devem ficar com a família do homem e a família de seu ex-marido ameaçou punir o menino com o mesmo castigo dela (ataque com ácido) se ela prestasse queixa contra o seu ex-sogro. Sob tais circunstâncias, ela não prestou queixa e ainda teve que lutar pela custódia do filho. Sob a lei islâmica do Irã, os dois olhos de uma mulher valem menos do que um dos olhos de um homem.

Depois do ataque, ela decidiu se isolar e não ter outro relacionamento amoroso. Atualmente, Masoumeh Ataei mora com seu filho na capital do seu país, Teerã, ministra aulas de arte para outras pessoas cegas e é totalmente independente. Segundo ela, o mais difícil foi se aceitar: “talvez a beleza facial de uma mulher seja tudo o que ela tem. Quando isso é destruído, é muito difícil para uma pessoa aceitar isso e retornar à sociedade mais uma vez.” Contudo, como ela mesma afirmou:
| “                | Eu estava muito preocupada, com medo de ouvir coisas inapropriadas das pessoas e preocupada com as consequências. No entanto, todos me ajudaram a voltar à vida de forma muito positiva | ” |
| — Masoumeh Ataei | |   |

## Depois do ataque
Ao longo de dez anos, ela passou por 38 cirurgias, injeção de nano gordura e tratamento a laser para aliviar a dor e regenerar a pele do seu rosto. Em 2016, graças a um generoso doador, ela morou um ano nos Estados Unidos para tentar recuperar a visão de seu olho esquerdo (o menos afetado pela queimadura com ácido) por meio de uma cirurgia. Infelizmente, o tratamento não deu certo.
Em 2020, ela posou para fotos com 50 vestidos diferentes de uma marca de roupas tradicionais iranianas de um ateliê em Teerã, em um projeto da Associação de Apoio às Vítimas de Violência com Ácido do Irã, e desfilou alguns dos modelos em 17 de outubro do mesmo ano. Ela também tem participado de vários projetos artísticos e culturais (como mostras de arte e de fotografia, exposição de cerâmicas, tigelas esculpidas e estatuetas feitas por ela, e até mesmo atuou em três peças de teatro), sempre engajada na divulgação da questão e na proteção das vítimas de ataques com ácido.

## Os ataques com ácido no Irã

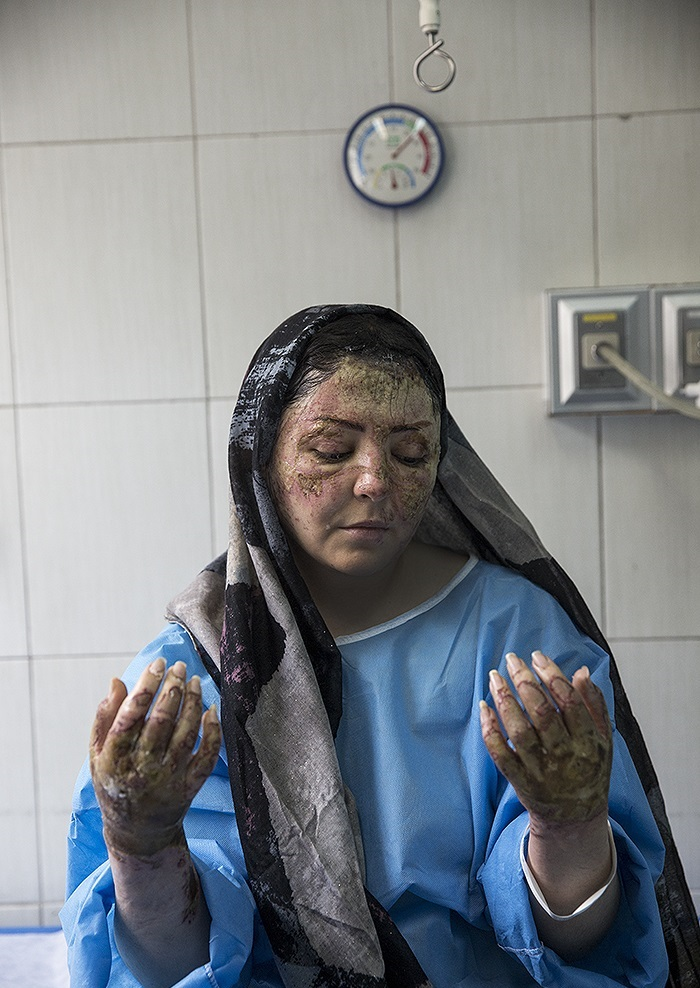
Uma mulher iraniana vítima de ataque com ácido.

Ataque com ácido  é uma forma de agressão violenta  definida como o ato de jogar ácido ou uma substância corrosiva contra o corpo de outro indivíduo, com a intenção de desfigurar, mutilar, torturar ou matar." Autores destes ataques jogam ácido em suas vítimas, geralmente em seus rostos, queimando e danificando a pele, muitas vezes expondo e, por vezes, dissolvendo os ossos. Os tipos mais comuns de ácido utilizado nestes ataques são o ácido sulfúrico e o ácido nítrico. O ácido clorídrico é por vezes utilizado, mas é muito menos prejudicial. Também são utilizadas soluções aquosas de substâncias  fortemente alcalinas, tais como soda cáustica (hidróxido de sódio), particularmente em áreas onde os ácidos fortes são substâncias controladas.As consequências duradoras desses ataques podem muitas vezes incluir cegueira, bem como cicatrizes permanentes no rosto e  corpo, além de dificuldades sociais, psicológicas e econômicas.
Embora os ataques com ácido ocorram em todo o mundo, inclusive na Europa e nos Estados Unidos, esse tipo de violência está concentrada principalmente no Sul da Ásia.. Segundo a Reuters, todos os anos, cerca de 50 pessoas são atacadas com ácido no Irã. Mais da metade são mulheres, geralmente “atacadas por familiares ou presumivelmente defensores da linha dura do hijab obrigatório”.
O caso mais absurdo ocorreu em 2011. Majid Mohavedi (camponês e seguidor ferrenho do Islã) havia pedido Ameneh Bahrami (estudante de 24 anos) em casamento e ela o havia rejeitado. "Uma das primeiras medidas tomadas por ele foi a de ligar incansavelmente para a mãe de Bahrami para que ela intercedesse e o ajudasse a conquistar sua linda filha que havia conhecido na Universidade de Azad, em Teerã, capital do país". Ele a perseguiu por certo tempo e depois a atacou com ácido quando ela esperava pelo ônibus após sair de seu trabalho, deixando-a cega e desfigurada no rosto, nas mãos e nos braços. Ameneh Bahrami mudou-se para a Espanha, onde havia melhores tratamento. Passou por 19 cirurgias bastante dolorosas apenas para reconstruir sua face. Com as intervenções, ela conseguiu recuperar a visão parcial de um dos olhos.
Em 2018, sete anos depois do ataque, sob muita pressão pública e seguindo a lei islâmica (Xaria), os tribunais ordenaram que Majid fosse cegado de ambos os olhos com 10 gotas do mesmo ácido que jogara em Ameneh em cada um dos olhos. A própria Ameneh poderia realizar o cegamento, se quisesse. Ela aceitou, pois queria que ele ficasse com medo. No momento da realização da pena, ela o perdoou e ele caiu ajoelhado a seus pés, em prantos.

A irmã mais nova de Ameneh Bahrami explicou as ações:
| “                                                 | Ela não queria fazer isso e eu sabia que ia desistir. Ela queria que ele ficasse com medo. Agora no Irã, já sabem: se alguém quiser atacar outro com ácido, poderá enfrentar o mesmo destino. Mas antes não tínhamos [as mulheres] esta opção. | ” |
| — Shadi Bahrami, irmã mais nova de Ameneh Bahrami | |   |

O ativismo de Masoumeh Ataei tem feito a diferença para a alteração das leis do Irã sobre o assunto. Em 2020, ela e outras quatro vítimas de ataque com ácido (homens e mulheres) exigiram do parlamento iraniano uma legislação mais dura contra esse tipo de violência. No mesmo ano, a Assembleia Nacional do Irã aprovou (161 votos a favor e 9 contra) uma legalização que permite a condeção com pena de morte para os autores de ataques com ácido.

## Reconhecimento
Masoumeh Ataei foi incluída na lista de 100 Mulheres da BBC de 2015, por sua história, sua trajetória até a auto-aceitação e seu ativismo.